# 1960年夏季残疾人奥林匹克运动会比利时代表团
1960年夏季残疾人奥林匹克运动会比利时代表团是比利时派出的1960年夏季残疾人奥林匹克运动会代表团。获得1枚金牌、1枚银牌和1枚铜牌。